# بوب إستس
بوب إستس (بالإنجليزية: Bob Estes)‏ هو لاعب غولف أمريكي، ولد في 2 فبراير 1966 في غراهام في الولايات المتحدة.

## وصلات خارجية
- بوب إستس على موقع رابطة لاعبي الغولف المحترفين (الإنجليزية)
- بوب إستس على موقع رابطة اليابان للاعبي الغولف المحترفين (الإنجليزية)
- بوب إستس على موقع التصنيف العالمي الرسمي للغولف (الإنجليزية)